# Диего
Диего Рибаш да Куня или просто Диего (на португалски: Diego Ribas da Cunha, роден на 28 февруари 1985 г.) е бразилски футболист, който Волфсбург и Бразилския национален отбор. Роден в малкия град Риберао Прето в бразилския щат Сао Пауло той подписва със Сантош на 12-годишна възраст. Още на 16 той преминава в мъжкия тим на отбора където проявява добри качества и е забелязан от португалските скаути на Порто. През юли 2004 той подписва с тях. Там не успява да се наложи и е забелязан от немския Вердер Бремен. Диего подписва с тях през май 2006 с 4-годишен договор. Сумата от трансфера е 6 милиона евро. Сезон 2006/07 започва добре за него. На 13 август срещу Хановер той вкарва дебютния си гол. На 26 май 2009 подписва 5-годишен договор с Ювентус, а трансферната сума – 24,5 милиона евро. Първият си гол в калчото той отблязва срещу Рома за победата на Юве с 1:3. В същия мач той вкарва още едно попадение.
Преминава във Волфсбург за сумата от 155.5 млн. евро на 27 август 2010 г.
През 2011 г. той е преотстъпен на Атлетико (Мадрид), където изиграва един перфектен сезон от 30 мача и 3 отбелязани гола.